# Riding the Bullet (película)
Riding the Bullet (en Hispanoamérica, Montando la bala; en España, Viaje a las tinieblas) es una película estadounidense del género de terror del año 2004 y que fue estrenada el 15 de octubre de dicho año. Dirigida y escrita por Mick Garris y protagonizada por Jonathan Jackson, David Arquette y Cliff Robertson. Está basada en el cuento y novela del año 2000 Riding the Bullet de Stephen King.
La película no tuvo buen recibimiento en su lanzamiento en los cines, obteniendo un bruto de $134.711 dólares.

## Trama
1969, Alan Parker (Jonathan Jackson) es un joven artista que estudia en la Universidad de Maine. Se obsesiona con la muerte y creyendo que está perdiendo a su novia Jessica (Christensen), trata de suicidarse en su cumpleaños. Sus amigos le sorprenden y solo logra cortarse a sí mismo, lo que lo lleva al hospital. Con el tiempo se recupera y decide ir con sus amigos a un concierto de John Lennon.
Antes de terminar el concierto, se entera de que su madre Jean (Hershey), está en el hospital a causa de un derrame cerebral y está en riesgo vital. Alan decide irse lo más rápido posible y acaba de noche caminando por la carretera viendo si alguien lo lleva al hospital antes que su único familiar muera. 
En el camino, lo recoge un anciano que provoca un rechazo inexplicable en el joven por lo que decide bajar tras recorrer un tramo en su auto y esperar otro vehículo. Caminando llega a un cementerio donde llama su atención la tumba de un muchacho llamado Goeorge Staub que según su lápida había fallecido en esa misma fecha. Al salir del cementerio se encuentra con un joven que lo lleva, pero a los pocos minutos Alan comprende que se trata de George que de alguna manera se encuentra allí vivo a pesar de que intenta disimular las heridas del choque que lo mató y su autopsia. Tras conversar sobre cosas irrelevantes fingiendo que ninguno ha descubierto lo que el otro es y sabe, ambos hablan sobre La Bala, una aterradora montaña rusa de un parque cercano que George (Poseyendo el botón con la frase "Yo he montado La Bala" que solo se les entregaba a quienes tuvieron el valor de subir al juego) había montado antes de morir pero Alan jamás reunió el valor para ello. 
Finalmente George habla claramente y explica que ha sido despertado esa noche porque "el Jefe" deseaba entretenerse a costa de Alan y había decidido que George debía llevarse al otro mundo un alma, por lo que Alan contaba con el tiempo que tardaran en conducir hasta el hospital para decidir si moriría él o su madre esa noche. Al llegar a la entrada del pueblo Alan toma su decisión y George lo arroja del auto no sin antes regalarle su botón de La Bala.
Alan descubre que está vivo y entra al hospital convencido de que su madre estará muerta, pero no es así, esta se encuentra bien y se recupera de forma sorprendente; esto cambia la visión derrotista y gris que el muchacho tiene de la vida, dedicándose a partir de ese momento a ser más abierto con su novia y a aprovechar al máximo el tiempo con su madre. La película termina cuando Alan, ahora en sus 40 años, dice a la audiencia que su madre murió de un ataque al corazón mientras veía televisión dos años después de sufrir el derrame. Él se casó con su novia Jessica, pero solo duró cuatro años, aunque no hay amargura en él por esto ya que piensa que era algo simplemente inevitable.
Alan se dirige al parque temático cada verano en memoria de su madre. En la escena final, mientras caminaba de regreso del parque por la carretera, George Staub aparece nuevamente en su auto y le ofrece un paseo, pero Alan se niega para molestia de George que sigue su camino. Mientras lo ve alejarse Alan le dice "toma tu botón y vete de aquí".

## Reparto
- Jonathan Jackson – Alan Parker
- David Arquette – George Staub
- Cliff Robertson – Farmer
- Barbara Hershey – Jean Parker
- Erika Christensen – Jessica Hadley
- Barry W. Levy – Julian Parker
- Nicky Katt – Ferris
- Jackson Warris – Alan a los 6 años
- Jeff Ballard – Alan a los 12 años
- Peter LaCroix – Alan de mayor
- Chris Gauthier – Hector Passmore
- Robin Nielsen – Archie Howard
- Matt Frewer – Mr. Clarkson
- Simon Webb – Grim Reaper
- Keith Dallas – Orderly
- Danielle Dunn-Morris – Mrs. Janey McCurdy